# Per Bertilsson
Per Daniel Bertilsson (* 4. Dezember 1892 in Drängsered; † 18. September 1972 in Göteborg) war ein schwedischer Turner.

## Erfolge
Per Bertilsson, der für den Verein Göteborgs GS turnte, nahm 1912 an den Olympischen Spielen in Stockholm teil. Bei diesen gehörte er zur schwedischen Turnriege im Wettbewerb, der nach dem sogenannten schwedischen System ausgetragen wurde. Dabei traten insgesamt drei Mannschaften an, die aus 16 bis 40 Turnern bestehen und während des einstündigen Wettkampfs gleichzeitig antreten mussten. Es wurden die Ausführungen der geturnten Übungen an den Geräten bewertet, aber auch das Verlassen und der Wechsel der Geräte sowie der Einmarsch zu Beginn. Das Gesamtergebnis war ein Durchschnittswert der Ergebnisse aller Turner. Neben den Schweden traten auch Turnriegen aus Norwegen und Dänemark an. Mit 937,46 Punkten setzten sich die Schweden deutlich gegen ihre Konkurrenten durch: Die Dänen erzielten 898,84 Punkte und belegten damit vor den drittplatzierten Norwegern mit 857,21 Punkten den zweiten Platz.
Bertilsson gewann zusammen mit Boo Kullberg, Carl-Ehrenfried Carlberg, Nils Granfelt, Curt Hartzell, Oswald Holmberg, Anders Hylander, Axel Janse, Sven Landberg, Per Nilsson, Benkt Norelius, Axel Norling, Daniel Norling, Sven Rosén, Nils Silfverskiöld, Carl Silfverstrand, John Sörenson, Yngve Stiernspetz, Karl-Erik Svensson, Karl Johan Svensson, Knut Torell, Edward Wennerholm, Claës-Axel Wersäll und David Wiman die Goldmedaille und wurde somit Olympiasieger. Damit trat er in die Fußstapfen seines Bruders Carl Bertilsson, der bereits 1908 eine olympische Goldmedaille im Turnen gewonnen hatte.
Mit seiner Frau Astrid zog er nach seinem Olympiasieg nach Kuba, wo er etwa fünf Jahre lang als Fechttrainer in Havanna arbeitete. Etwa 1920 zog er nach Göteborg zurück. Dort war er als Turntrainer tätig. 1927 kaufte das Paar einen Waldbauernhof, der sich zu einem beliebten Ausflugsziel in Göteborg etablierte. 1968 erhielten Per und seine Ehefrau die Verdienstmedaille der Stadt Göteborg für ihre Aktivitäten rund um ihren Bauernhof. Vier Jahre später starb Bertilsson.